# Surender Kumar
Pour les articles homonymes, voir Kumar.
Surender Kumar (en hindi : सुरेंद्र कुमार) est un joueur indien de hockey sur gazon, qui joue en tant que défenseur de l'équipe nationale indienne.
Il est né de Malkhan Singh et Neelam Devi le 23 novembre 1993. Il est originaire de Karnal, Haryana.
Il faisait partie de l'Inde qui a participé aux Jeux olympiques d'été de 2016 et Jeux olympiques d'été de 2020,,.